# Pegomya rumicifoliae
Pegomya rumicifoliae är en tvåvingeart som beskrevs av Huckett 1941. Pegomya rumicifoliae ingår i släktet Pegomya och familjen blomsterflugor. Inga underarter finns listade i Catalogue of Life.